# Tsumagoi
Tsumagoi (jap. 嬬恋村 Tsumagoi-mura) – wieś w Japonii, na wyspie Honsiu, w prefekturze Gunma. Według danych na rok 2020 miejscowość zamieszkiwało 8 850 mieszkańców , a gęstość zaludnienia wyniosła 26,2 os./km².